# Manuel Tramulles i Roig

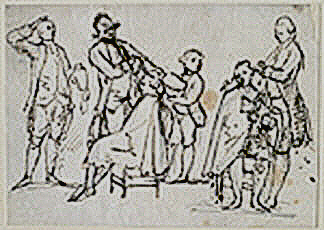
A Casa del perruquer, c. 1770, dibuix al grafit, 20 × 28 cm, Museu Nacional d'Art de Catalunya, Barcelona

Manuel Tramulles (o Tramullas) i Roig (Barcelona, 1715 - 1791) fou un reconegut pintor i gravador català del segle xviii. El seu mèrit principal radica en haver sabut reflectir amb gran mestratge i simplicitat (igualment com alguns dels seus contemporanis, com Francisco de Goya) la vida acomodada de la societat burgesa. La seva obra té un marcat caràcter entre barroc i rococó, propi d'una època de relativa estabilitat espanyola. Va servir el rei Carles III de Borbó, per al qual va pintar el 1770 el llenç Carles III pren possessió de la Canongia barcelonina que li pertanyia com a Comte de Barcelona (Museu Diocesà de la Catedral de Barcelona).

## Biografia
Fill del pintor Bru Tramulles i germà gran de Francesc amb qui tindrà una col·laboració, intercanvi d'idees i assimilació d'influències. Va iniciar la seva formació amb el seu pare i després, junt amb el seu germà, va ingressar al taller d'Antoni Viladomat, un artista conegut que passaria a ser el model dels germans. Manuel va ser un alumne molt notable fins a arribar a ser un gran imitador de la tècnica del seu mestre. Va mantenir la docència artística a la ciutat de Barcelona durant més de 25 anys amb l'ajuda del seu germà Francesc, fins a l'establiment de l'Escola gratuïta de Disseny. Artista amb un gran ventall de treballs, composicions a l'oli, decoracions murals, miniatures, dibuixos, escenografies, disseny de retaules... que ens mostren el gust i les preferències estètiques de la Barcelona del moment. Al llarg de la seva vida va realitzar diverses obres de caràcter privat i públic, habitualment vinculades a l'església de la capital però també a altres poblacions com: Mataró, Olot, Tarragona, Girona, etc.
A diferència del seu germà, qui va adquirir un estil propi, amb influències italianes i franceses, Manuel no va arribar a desenvolupar una personalitat artística pròpia. L'autor ens presenta un art efectista i desproveït de caràcter, que va fer decaure la qualitat de les seves obres, segons Alcolea.
El 27 de maig de 1742 va presentar la seva primera pintura per obtenir la llicència per pintar. Es tracta d'una pintura a l'oli amb Sant Joan Baptista. El mateix any va aconseguir el permís del Col·legi de Pintors de Barcelona i es va desvincular oficialment del seu mestre. No començarà a treballar en solitari però, fins al 1744, quan li encarreguen pintar vint escuts pel túmul i unes destrals per les exèquies de José de Francolí de Magarola. A partir d'aquest treball comença una fructífera via amb un llenguatge relacionat amb l'art funerari.
El 1747 es torna a mencionar per la decoració mural de la volta de l'església i els costats de l'altar major de l'Hospital General de Santa Creu de Barcelona, 
Serà denunciat pel Col·legi l'any 1750, ja que feien competència als mestres col·legiats. Manuel enviarà un memorial al Marquès de la Mina (Capità General del Principat), que els donarà permís per tenir deixebles i ajudants. El Col·legi, veient que assolia un nombre més gran d'encàrrecs en comparació als mestres col·legiats -ja que Manuel tenia una gran capacitat d'adaptació a les noves condicions del mercat- decideix publicar el 1754 una sentència que prohibeix als pintors llicenciats tenir ajudants i deixebles, solució que va obligar els germans a fer-se mestres col·legiats. Amb quatre anys Manuel va passar a ser el Mestre del Col·legi, al mateix temps que realitza el que es considera el primer retrat datat del pintor, l'efígie de l'escultor Lluís Bonifàs Sastre el 1756. És també durant aquest període que dissenyarà l'Acció de la Real Compañia de Comercio,una de les seves obres més reproduïdes (gravada per Ignasi Valls 1756). L'any 1758 junt amb el seu germà, intentaran fundar una Acadèmia de Belles Arts, amb idees semblants a les de Madrid però sense èxit. Al morir el pintor de la ciutat, Francesc Vives, Manuel és anomenat pintor oficial de Barcelona.
La seva etapa més prolífica va ser durant la dècada dels seixanta, quan realitza diverses escenografies pel Teatre Principal de Barcelona, substituint el seu germà que mor el 1773. Durant les tres dècades següents, va rebre constants encàrrecs de famílies adinerades i de l'església. A partir d'aquell moment va passar a dirigir els muntatges de les òperes, i era consultat per a tota empresa artística de caràcter privat que tingués lloc a Barcelona. Serà també escenògraf titular del Teatre de la Santa Creu (únic teatre que hi havia a Barcelona fins al 1835), de 1760 fins a 1790, encàrrec concedit pel Marqués de Mina. Tramulles deixarà una sèrie de dibuixos amb escenes de costums que donen la visió de la Barcelona del darrer terç del s.XVIII, actualment a la Col·lecció Casellas, atribuïts durant molts anys a Antoni Casanovas. Tenint en compte que va ser escenògraf durant molts anys, aquests apunts podrien ser coreografies o representacions. A més, en alguns d'ells podem veure escrits amb noms, com Maria de las Angustias, suposadament una actriu de l'època. Entre el 1760 i el 1762 va dirigir la construcció del Retaule del Remei de l'església dels Trinitaris Calçats de Barcelona, pel que també pintarà sis quadres, perduts en la destrucció del convent.
Un altre dels seus encàrrecs serà dirigir la decoració al·legòrica per a un túmul funerari per a la reina Maria Amàlia de Saxònia, casada amb el rei Carles III el 1738 i morta l'any 1761, ja que junt amb el seu germà, van guanyar el concurs de la traça del cenotafi en presentar una proposta que s'adequava tant a les regles arquitectòniques com a la naturalesa de l'acte. El 1766 se li va encarregar la decoració de la llotja del Marquès de la Mina amb motiu dels Balls de Màscara de la Casa de les Comèdies.
Encara que no hi ha cap referència documental, segurament Manuel va tenir una bona relació amb el capità general, el qual es va convertir en el seu mecenes i protector.
És al final dels anys seixanta quan va pintar el Descendiment del Senyor i el Crist lligat a la columnes, realitzats a Barcelona però no se sap com van arribar a l'església de Nuestra Señora de los Milagros a Santa Fe, Argentina. També realitzarà la seva obra, segurament, més coneguda, La presa del canonicat de Carles III per la Catedral de Barcelona. El 1772 comença com treballar com a professor de dibuix per als alumnes de l'Escola Nàutica fins al 1776, època que transformarà alguns dels seus mètodes i hàbits de treball. Aquest mateix any treballa per l'església de Santa Maria del Mar de Barcelona on va realitzar diverses intervencions que no s'han conservat.
El Duc de Sessa el va contractar per la decoració de la nova casa familiar al carrer Ample de Barcelona. El juliol de 1772 van començar les obres, no sabem però quan va iniciar la seva intervenció, una de les més complexes i àmplies de la seva carrera. El palau va ser ideat i construït per José Ribas i Margarit, Ramon Amadeu i Félix Llausas, el daurador Francisco Borràs i Pere Armet, van ser alguns dels artistes i artesans que van treballar juntament amb Manuel en aquesta residència. A mitjans dels anys setanta, tenia diversos projectes començats, tornant a pintar retrats sobretot entre 1774 i 1775. També va treballar a la residència de Felip Mariano de Riques i Sabater al carrer Escudellers de Barcelona. També estava dirigint la decoració de la capella de la nova Llotja, finalitzada el 1776, on va treballar amb diversos artistes italians i valencians.
Després d'accedir al càrrec de Primer Cònsol pel Col·legi de Pintors, el 1781, la Catedral de Barcelona li encarrega les pintures de la capella de Sant Crist (no conservades) i el 1783 va dissenyar l'ornamentació del frontispici i la plaça de les Cases consistorials amb motiu del naixement dels infants del rei i de la pau amb Anglaterra, tot per encàrrec de l'Ajuntament.
En els últims anys de la seva vida, després de l'incendi de la Casa de les Comèdies, va realitzar la decoració interior del nou teatre. Posteriorment serà cridat per realitzar les pintures de l'entaulament de la cerimònia de proclamació del nou rei, Carles IV, així com un seguit de treballs entre els quals hi havia els retrats del monarca entre altres projectes que s'allarguen fins al 1791, any en què mor. Aquests projectes van ser el retrat del bisbe Eustaquio de Azara, i diversos treballs a Girona i Olot on col·labora amb Joan Panyó un dels seus deixebles. Un d'aquests va ser la decoració mural al creuer de l'església del Tura a Olot. Per acabar, va realitzar la decoració mural de la capella de Sant Narcis a Girona. Obra que el 1922, Rafael Benet va atribuir a Joaquim Vayreda, però estudis posteriors van demostrar que es tractava del taller de Tramullas qui porta el projecta amb la col·laboració de Panyó i Bofill. Aquests treballs van incloure les pintures de l'arc de l'entrada, el sostre de la nau, la cúpula del cambril amb la Glòria de Sant Narcís i la volta de la capella amb la representació del seu martiri.
Podem destacar doncs a Manuel com un personatge que va ocupar un lloc central en el marc artístic barceloní durant la segona meitat del segle xviii, pintor del seu temps, que es va saber adaptar al gust i a les exigències del mercat artístic.

## Obres

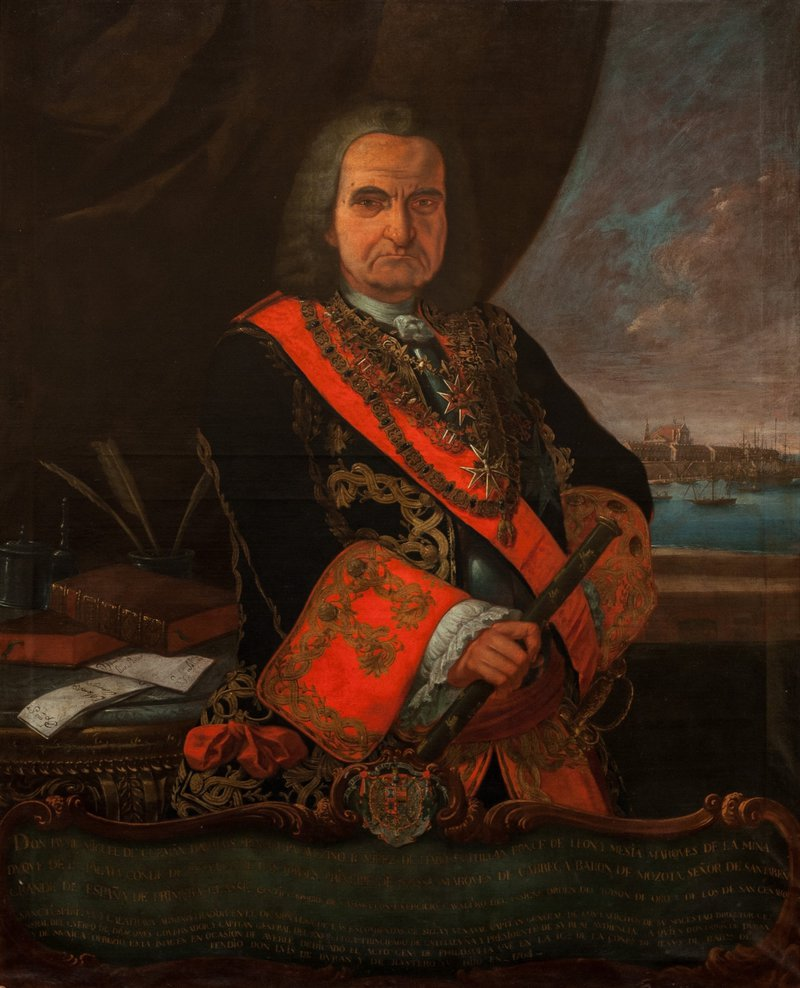
Retrat de Santiago Miguel de Guzmán Dávalos Spinola, més conegut com Marquès de la Mina

- Quadres del presbiteri (1751) Església dels Trinitaris Calçats de Barcelona

- Resurrecció (1754) Perdut

- Efígie de Lluis Bonifàs Sastre (1756) Il·localitzat.

- Cambril de San Oleguer (1759) Seu de Barcelona, capella del Sant Crist de Lepant.

- La lliçó de dibuix. Museu d'Art de Catalunya.

- Túmul funerari per a Maria Amàlia de Saxònia (1760). Perdut.
- Retrat de Carles III (1760). Museu d'Història de Girona.
- Retrat de Maria Amàlia de Saxònia, muller de Carles III (1760). Museu d'Història de Girona.

- Divina Pastora (1762) convent dels Caputxins de Sarrià, Barcelona. Perdut.

- Retrat del marqués de Mina (1767).

- Presa de possessió del canonicat de Carles III (1770) Catedral de Barcelona, Sala Capitular.

- Retrat d'Eustaquio de Azara, bisbe de Barcelona. Il·localitzat.

- Retrat d'Anton Amat i de Junyent (1782).

- Retrat de la marquesa de Barberà (1784).

- Retrat de Carlos Antonio de Azcón Potay, comte de Vallcabra (1787). Col·lecció particular.
- Retrat del bisbe Tomàs de Lorenzana (1790). Museu d'Història de Girona.

- Retrat de Nicolau Sibil·la. Museu d'Història de la Ciutat de Barcelona.

- Retrat de Jaime de Guzmán Dávalos, Museu d'Historia de la Ciutat de Barcelona.

- Retrat de Carles VI d'Àustria.

- Retrat d'Isabel Cristina de Brunswick-Wolfenbüttel

- Decoració de la capella de Sant Esteve, catedral de Girona

## Anàlisi d'algunes obres

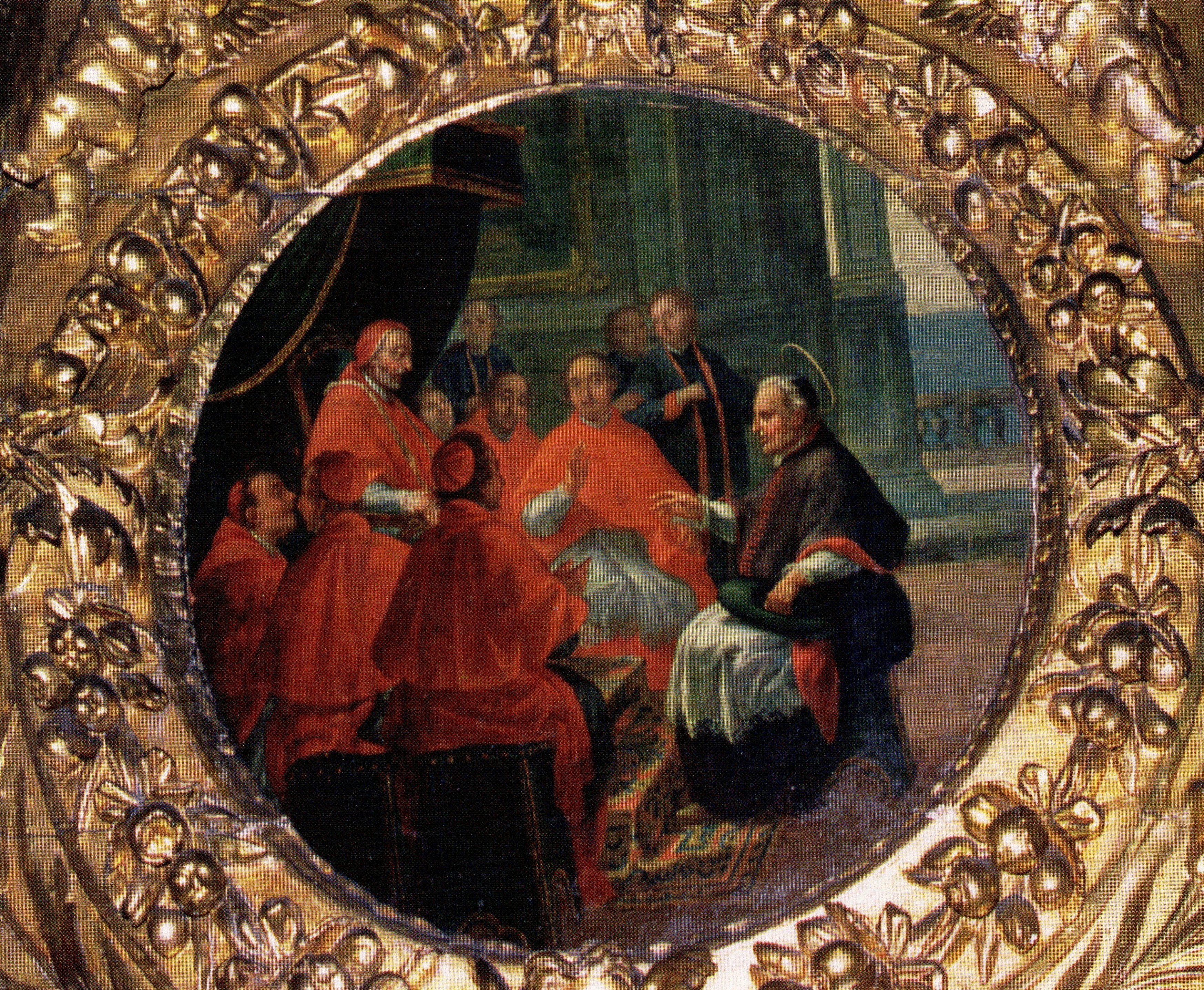
Cambril de San Oleguer, 1759. Seu de Barcelona, capella del Sant Crist de Lepant

Cambril de Sant Oleguer. Barcelona, Catedral. Capella del Santíssim. 
Tramulles va fer diversos quadres pel cambril de San Oleguer cap al 1759. Aquest havia estat iniciat ja 1680 per Llàtzer Tramulles en la decoració de la fusta, però la seva realització s'allargarà fins a 1701. Cap a mitjans del s.XVIII es realitzen les pintures, atribuïdes fins fa poc a Antoni Viladomat, però segons els Llibres de la Civella de l'Arxiu Capitular de la Seu, les obres van ser acabades i col·locades l'1 de març de 1759, quan Viladomat ja havia mort. Manuel realitza un conjunt d'olis seguint els dissenys i models del seu mestre, cosa que explica la confusió de l'autoria d'aquesta obra, ja que Tramulles va ser fidel a les solucions compositives del seu mestre. El cambril disposa de dues portes a fi de permetre el recorregut pel seu interior, el cos del Sant és visible a través d'un vidre, decorat amb pintures i relleus escultòrics. La distribució segueix un ordre estricte amb relació a les representacions narratives del Sant. Es tracta de nou pintures; l'Audiència amb el Papa Gelasi II i la cúria papal, Sant Oleguer fora muralla, Sant Oleguer a Terra Santa, la reedificació de la Seu a Tarragona, el traspàs de Sant Oleguer, el miracle dels vaixells corsaris, el miracle de l'alliberament dels captius, el miracle de la dona del Penedès i Sant Oleguer acompanyant els preveres que van ser rescatats dels sarraïns. D'aquestes escenes dos estan realitzades amb forma circular i set ovalades, veiem una pinzellada ràpida i plana, i molt marcada a les zones clares.

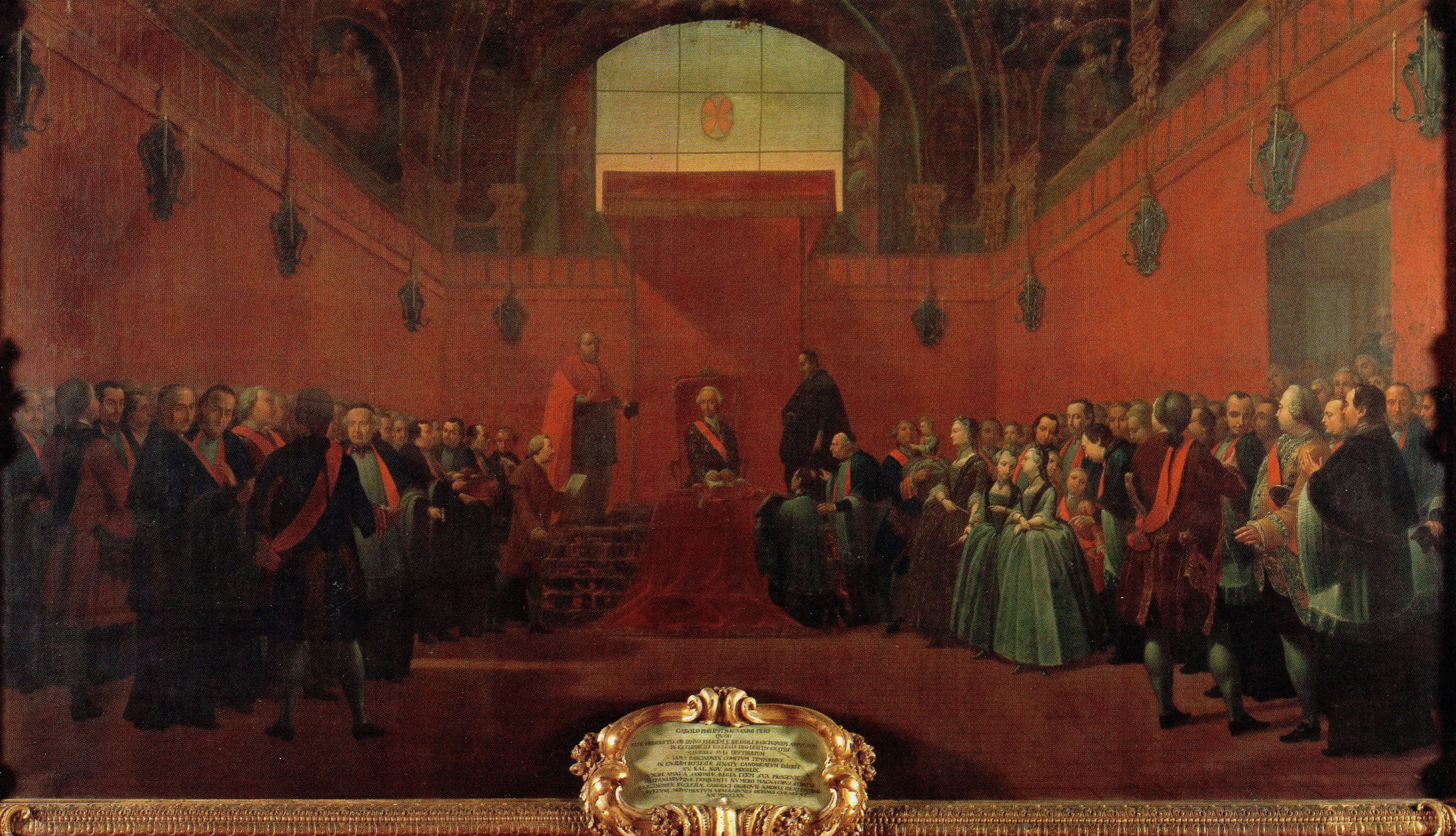
Presa de possessió del canonicat de Carles III,1770, Catedral de Barcelona, Sala Capitular.

Presa del canonicat per Carles III a la Sala Capitular. Barcelona, Catedral. Sala Capitular
El fet va tenir lloc l'any 1759 i al voltant del 1770 passa aquest tema a l'oli. El rei presideix la sessió a la Sala Capitular, on es va dur a terme la cerimònia, i els assistents davant seu en fila, potenciant el punt de fuga. Les figures transmeten la solemnitat de l'acte, com els gestos i les mirades dirigides en diferents punt donant una certa mobilitat al conjunt. La major part dels personatges són identificables, l'artista ha sabut captar el seu caràcter i actituds, hi ha doncs, una voluntat de retratar una part distingida de la societat del moment. L'autor deixa en un segon terme els aspectes purament estètics per emfatitzar el caràcter documental.
Túmul Maria Amàlia de Saxònia
Conjunt monumental realitzat per Manuel i Francesc Tramullas, que constava del frontispici de la Catedral, el rerecor, la decoració de l'interior i el cenotafi. Així, l'espectador s'endinsava en la mort en entrar a la catedral, després del rerecor amb la representació de la vida i la mort, arribava a l'interior cobert amb teles negres amb els 27 escuts del regne, i les representacions d'Europa, Àsia, Àfrica i Amèrica. Al final s'arribava al monument fúnebre, de grans proporcions i amb quatre nivells, on es va crear un discurs amb relació a la vida terrenal i a la celestial de la reina. El monument doncs, es regia per un discurs al voltant de la personalitat de la difunta i de l'exaltació de la monarquia.

## Galeria

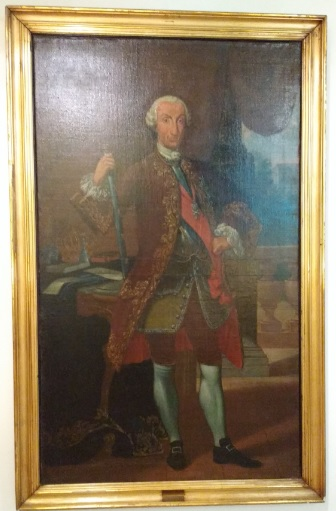
Carles III
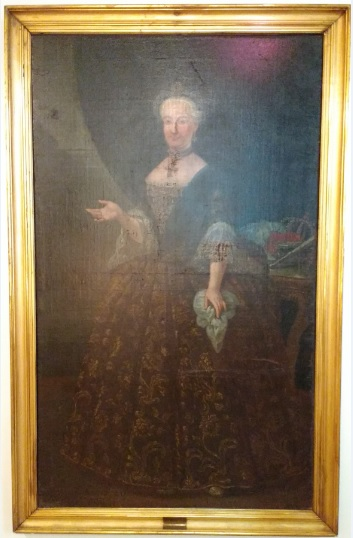
Maria Amàlia de Saxònia, muller de Carles III
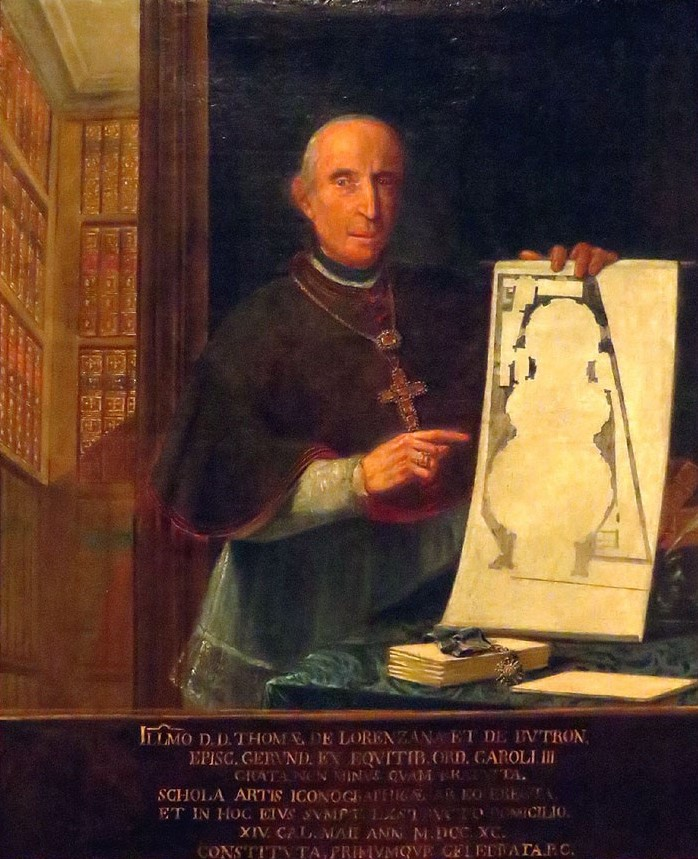
Bisbe Tomàs de Lorenzana
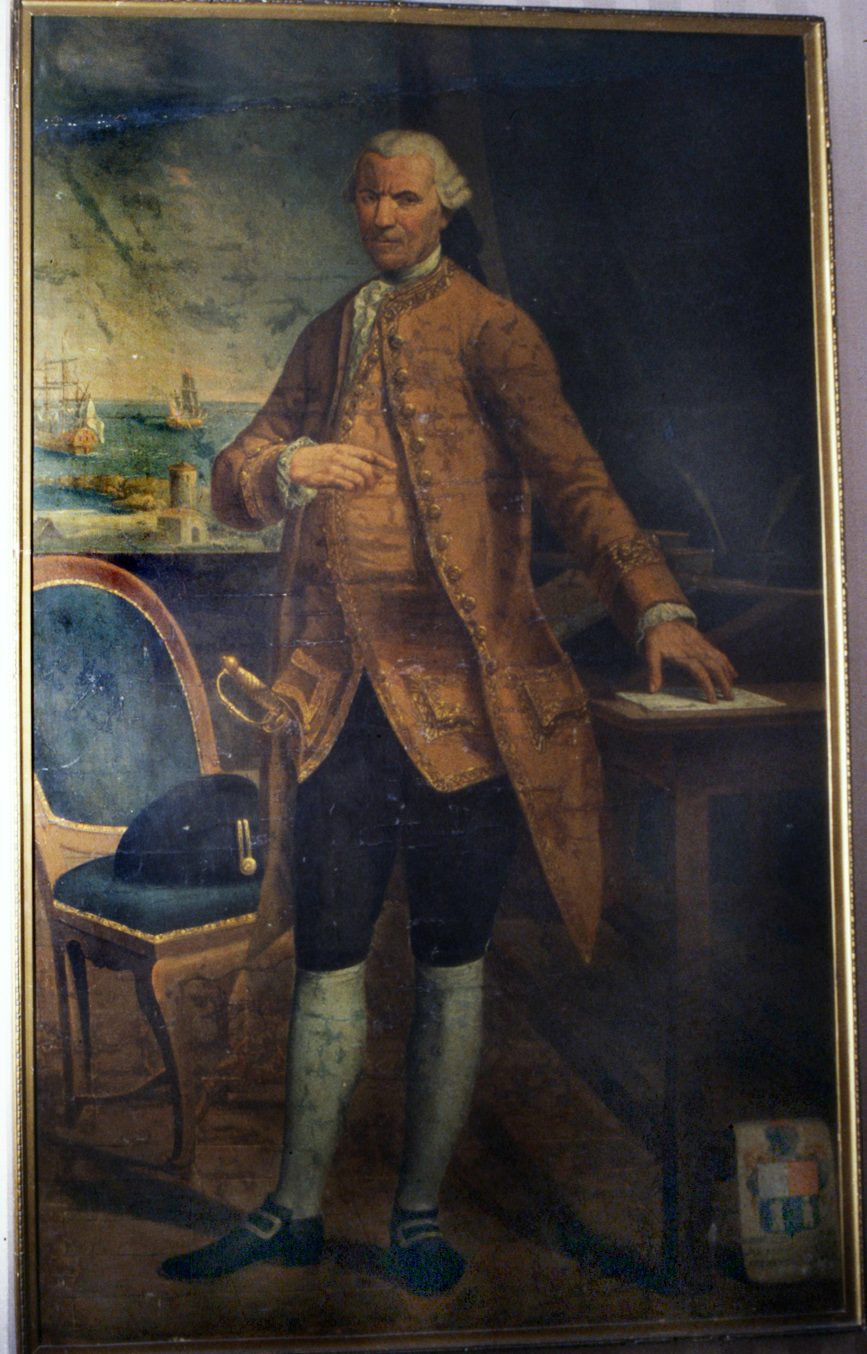
Salvador de March
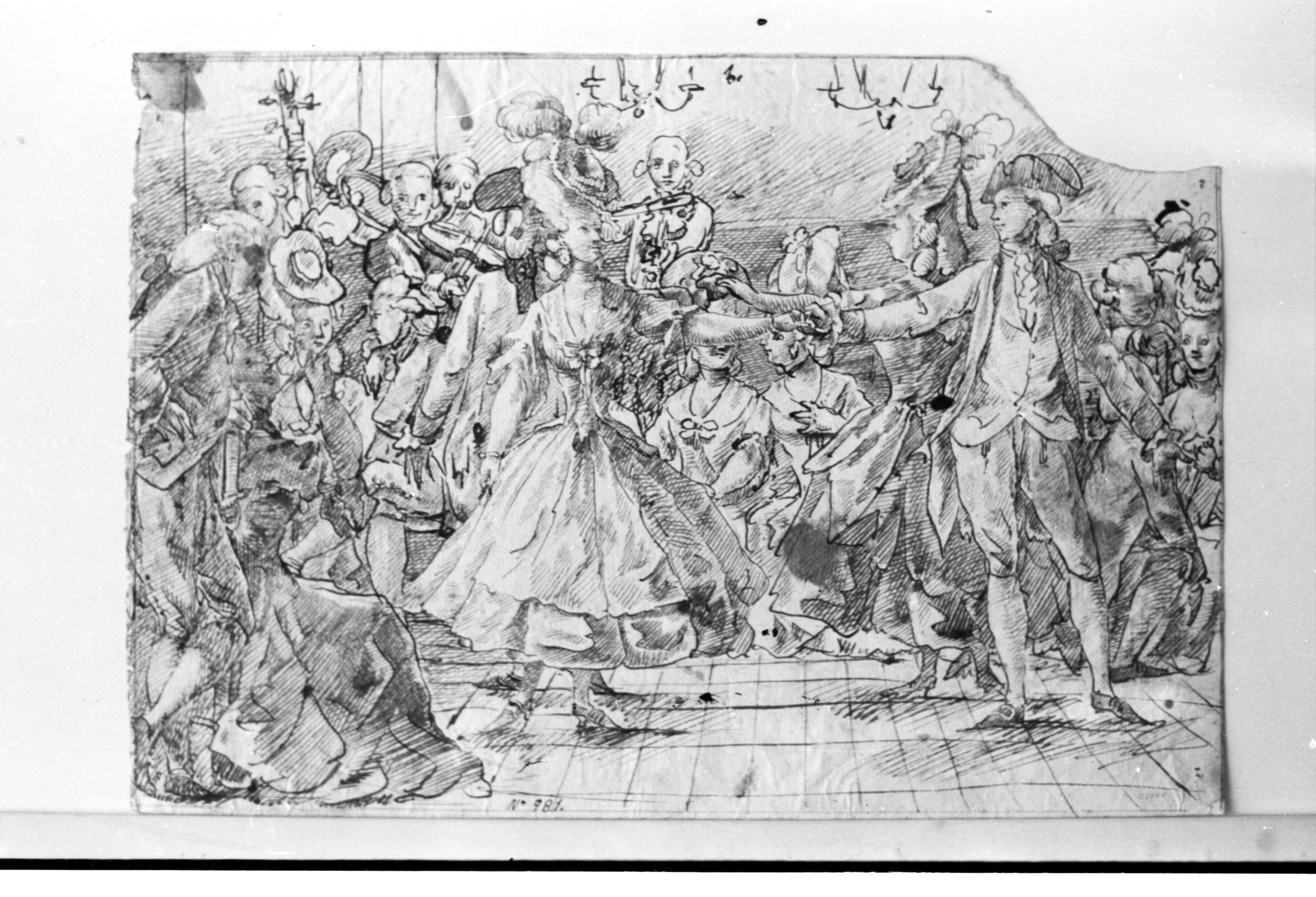
Dibuix atribuït a M. Tramulles que ben bé podria representar un dels balls que, segons el Baró de Maldà, se celebraven al palau March. (Arranz / Fuguet, 1987, p. 128).